# Hank Williams
Hank Williams, vlastním jménem Hiram King Williams, (17. září 1923 – 1. ledna 1953) byl americký zpěvák, kytarista a písničkář, jedná se o jednu z amerických legend a ikon country music a rokenrolu 20. století, charismatická i rozporuplná osobnost tohoto hudebního stylu, jeden ze zakladatelů žánru klasické country music.

## Život
Jeho osud není nepodobný jiné velké legendě tohoto hudebního stylu, zpívajícímu brzdaři Jimmiemu Rodgersovi. Oba prožili poměrně krátké období slávy, oba se neuměli vyrovnat se svým fenomenálním úspěchem, život jich obou skončil dost předčasně. Hank pocházel z velmi prostých poměrů, otec byl strojvedoucím na alabamské železnici, matka chodila hrát do kostela na varhany, jeho největším učitelem hudby byl potulný černý kytarista a zpěvák Rufus „Tee Tot“ Payne, s nímž trávil celé dny na nádraží v Greenvillu. Už v devatenácti letech utekl ze školy a živil se jako hudebník po divokých venkovských tancovačkách. Ve věku 23 let se vypravil za místním nakladatelem Rosem, který mu následně opatřil první rozhlasové angažmá. Teprve když se zde etabloval, byl přijat do nashvillské Grand Ole Opry. Následoval raketový vzrůst popularity a čtyři roky obrovských úspěchů a slávy doplňované neméně legendárními flámy a naprosto fatálními alkoholovými propadáky. Zemřel na následky celkového alkoholického a jiného zdravotního vyčerpání v jednom ze svých pěti cadillaců. Nicméně jeho posluchači byli ochotni zapomenout na všechny jeho prohřešky, když začal zpívat. Hrál a zpíval téměř výhradně pouze vlastní písničky. Jeho písně nebyly nikterak originální ani po textové, ani po hudební stránce, ani jeho hlas nebyl nikterak výjimečný, nicméně byl to kytarista a zpěvák, jenž zpíval skutečně od srdce a s velkou vervou o tom, co dobře znal, zpíval tak, že mu byl každý posluchač schopen uvěřit, že to, o čem zpívá, je čistá pravda a nic než pravda. Byl to dokonale autentický lidový typ prostého zpěváka z hor, prototyp obyčejného muže z amerického jihu.